# Прибор (Нови Јичин)
Прибор (чеш. Příbor) град је у Чешкој Републици. Град се налази у управној јединици Моравско-Шлески крај, у оквиру којег припада округу Нови Јичин.
Град је познат по томе што је то родно место Сигмунда Фројда, оснивача психоанализе.

## Становништво
Према подацима о броју становника из 2014. године град је имао 8.529 становника.